# Râul Zănoaga, Judele
Râul Zănoaga este un afluent al râului Judele. 

## Hărți
- Harta județului Hunedoara
- Harta Munților Retezat  Arhivat în 10 iulie 2012, la Wayback Machine.